# 고즈루 마코토
고즈루 마코토(일본어: 小鶴 誠, 1922년 12월 17일 ~ 2003년 6월 2일)는 일본의 전 프로 야구 선수이자 야구 지도자이다.
시즌 타점·루타수·득점 등의 역대 1위 기록을 보유한 선수로도 알려져 있으며 아름다운 타격 폼과 풍모가 비슷하다는 이유로 ‘일본의 조 디마지오’라고 불렸다.

## 인물

### 프로 입단 전
이즈카 상업전수학교(현재의 이즈카 상업고등학교)를 거쳐 사회인 야구팀인 야하타 제철소에 입단했다. 군수 공장을 위한 전직이 인정되지 않아 대학 진학을 명목으로 고향과 연관된 ‘이즈카 마코토’(飯塚誠)라는 가명을 사용해 이를 등록명으로 사용하여 나고야군에 입단했는데, 장내 아나운서가 호명을 해도 자신이 아닌 것 같은 이상한 느낌이었다고 한다.

### 프로 야구 선수 시절

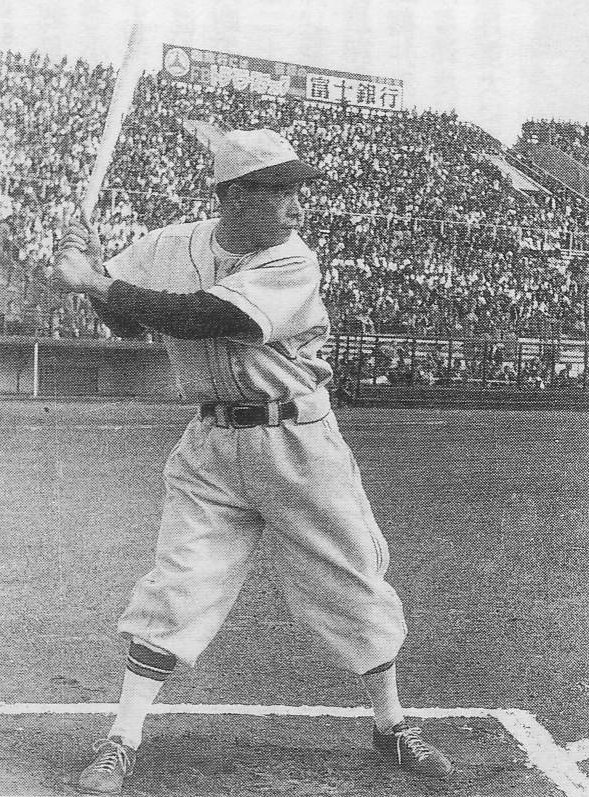
타석에서의 고즈루 마코토

1년차부터 주전으로 활약했으며 1944년에는 응소를 위해 구단에 참가하지 않았다. 말년에 고즈루는 “대학에서 공부할 생각보다는 야구를 하기 위해서 니혼 대학의 야간부에 다녔다”고 말했다. 그후 니혼 대학 경제학부를 수료했다.
1946년에 주부니혼군에 복귀했지만 1948년에 구단 대표였던 아카미네 마사시가 사임하면서 그 뒤를 쫓아 퇴단하더니 규에이 플라이어스로 이적했다. 그 동안 이후에 쇼치쿠 로빈스의 감독도 맡았던 닛타 교이치의 지도를 받아 허리의 회전을 이용해 다운 스윙으로 치는 ‘골프 스윙 타법’을 터득했다. 어깨를 으쓱 치키며 완력이 강한 선수가 많았던 당시 슬러거들 속에서 몸집이 작고 힘이 없던 고즈루의 허리의 회전을 이용한 부드러운 스윙은 신선한 타격 방식이었다. 닛타가 원래 골퍼였던 것도 있어서 ‘골프 스윙’은 당시에 유행어가 되기도 하였다(그러나 동시에 그 명칭으로 인해 “아래로부터 어퍼 스윙으로 치는 타법”이라는 오해도 불렀다).
1949년에 다이에이 스타스로 이적한 후 방망이를 힘 없이 흔드는 감각을 익히고, 타격 장려를 위한 ‘래빗 볼’이라는 반발력 강한 공인구가 채택된 적도 있어 비약적으로 타격 성적이 향상되었다. 같은 해 타율 0.361로 수위 타자 타이틀을 획득했다.
1950년 쇼치쿠 로빈스로 이적해 이와모토 요시유키, 오카 도라오, 가나야마 지로 등과 함께 '수소 폭탄 타선'이라는 강력한 타선을 형성했다. 이 해에는 전년도에 후지무라 후미오가 기록했던 한 시즌 최다 홈런인 46개를 경신했으며 11월 2일 대 다이요 웨일스 전에서 3회 이마니시 렌타로를 상대로 좌측 담장을 넘기는 홈런을 만들어내며 일본 프로 야구 사상 첫 한 시즌 50개의 홈런을 작성했다. 시즌 내 130경기에 출장해 타율 0.355, 51홈런 161타점의 압도적인 성적으로 팀의 리그 우승에 공헌했다. 홈런·타점 2관왕과 MVP를 차지했으나 타율 0.362를 기록한 후지무라 후미오에 밀려 삼관왕은 놓치고 말았다. 하지만 시즌 막판 '추간 연골 헤르니아'라는 병으로 인해 일본 시리즈에서 활약하지 못했다. 이듬해인 1951년부터는 반발력이 낮아진 공인구와 병으로 인해 성적이 점점 나빠졌다. 당시엔 치료법도 없어 통증으로 인해 감각이 없어질 정도였다고 한다.
1953년에 히로시마 카프로 이적했다. 히로시마 감독이었던 이시모토 슈이치와 통 모금을 통해 자금을 모은 히로시마 시민의 열의에 의해 이적이 실현되었는데, 야구계의 대스타가 입단한 히로시마는 열광했다. 비록 왕년과 같은 힘은 발휘하지 못했지만, 이 해 개인 최다인 33도루를 기록하는 등 분투했고 팬들도 이에 응해 인기 투표 1위로 올스타전에 출장시켰다. 총 6년간 승률이 낮았던 당시의 팀을 지원했다. 1958년에 현역 은퇴를 선언했다. 타격 성적 뿐만 아니라, 통산 240도루를 기록한 빠른 발과 수비에서 강한 어깨로도 평가가 높았다.

### 그 후
현역에서 은퇴한 이후에는 고쿠테쓰 스왈로스·산케이 스왈로스 1군 타격 코치(1964년 ~ 1965년)를 맡아 다카야마 다다카쓰와 후쿠토미 구니오 등을 키웠다. 1968년에는 한신 타이거스 1군 타격 코치로 부임하여 투수로서 입단한 구와노 하카루를 타자로 전향시켰다. 이듬해 1969년부터는 한신 타이거스 도쿄 주재 스카우트를 맡아 가케후 마사유키의 입단 테스트를 담당했고 1976년에 퇴단했다.
야구계를 떠난 이후에는 도쿄도 네리마구에서 건물 관리 회사를 경영했고 60세까지 배팅 센터에 다니면서 매일 200구 정도를 타격할 정도로 타격에 있어서 장인이나 다름없었다.
1980년에는 일본 야구 명예의 전당에 헌액됐으며, 2003년 6월 2일 심실세동으로 도쿄 도 도시마구에 있는 병원에서 향년 80세의 나이로 사망했다.

## 상세 정보

### 출신 학교
- 이즈카 상업전수학교(현재의 이즈카 상업고등학교)

### 선수 경력
사회인 시대
- 야하타 제철소

프로팀 경력
- 나고야군·주부니혼군·주부니혼 드래곤스(1942년 ~ 1943년, 1946년 ~ 1947년)
- 규에이 플라이어스(1948년)
- 다이에이 스타스(1949년)
- 쇼치쿠 로빈스(1950년 ~ 1952년)
- 히로시마 카프(1953년 ~ 1958년)

### 지도자·기타 경력
- 고쿠테쓰 스왈로스·산케이 스왈로스 1군 타격 코치(1964년 ~ 1965년)
- 한신 타이거스 1군 타격 코치(1968년)

### 수상·타이틀 경력

#### 타이틀
- 수위 타자 : 1회(1949년)
- 홈런왕 : 1회(1950년)
- 타점왕 : 1회(1950년)

#### 수상
- MVP : 1회(1950년)
- 베스트 나인 : 2회(1949년, 1950년)
- 일본 야구 명예의 전당 헌액자(1980년)

### 개인 기록

#### 기록 달성 경력
- 통산 1000경기 출장 : 1953년 4월 28일(역대 17번째)

#### 기타
- 시즌 최다 득점 : 143(1950년)
- 시즌 최다 타점 : 161(1950년)
- 시즌 최다 루타 : 376(1950년)
- 10경기 연속 타점(1950년 5월 17일 ~ 5월 31일)
- 올스타전 출장 : 3회(1951년, 1953년, 1956년)

### 등번호
- 32(1942년 ~ 1943년, 1946년 ~ 1947년)
- 24(1948년)
- 3(1949년 ~ 1952년)
- 15(1953년 ~ 1958년)
- 61(1964년 ~ 1965년)
- 57(1968년)

### 등록명
- 飯塚 誠(1942년 ~ 1942년 8월 31일)
- 小鶴 誠(1942년 9월 1일 ~ )

### 연도별 타격 성적
| 연 도       | 소 속           | 경 기 | 타 석 | 타 수 | 득 점 | 안 타 | 2 루 타 | 3 루 타 | 홈 런 | 루 타 | 타 점 | 도 루 | 도 루 자 | 희 생 번 | 희 생 플 | 볼 넷 | 고 4 | 사 구 | 삼 진 | 병 살 타 | 타 율 | 출 루 율 | 장 타 율 | O P S |
| ----------- | --------------- | ----- | ----- | ----- | ----- | ----- | ------- | ------- | ----- | ----- | ----- | ----- | -------- | -------- | -------- | ----- | ---- | ----- | ----- | -------- | ----- | -------- | -------- | ----- |
| 1942년      | 나고야 주부니혼 | 102   | 417   | 370   | 35    | 80    | 9       | 9       | 2     | 113   | 29    | 8     | 7        | 1        | --       | 45    | --   | 1     | 49    | --       | .216  | .303     | .305     | .608  |
| 1943년      | 나고야 주부니혼 | 80    | 349   | 314   | 31    | 65    | 10      | 4       | 3     | 92    | 21    | 4     | 4        | 3        | --       | 32    | --   | 0     | 20    | --       | .207  | .280     | .293     | .573  |
| 1946년      | 나고야 주부니혼 | 96    | 427   | 374   | 54    | 102   | 21      | 7       | 10    | 167   | 63    | 6     | 7        | 1        | --       | 50    | --   | 2     | 40    | --       | .273  | .362     | .447     | .808  |
| 1947년      | 나고야 주부니혼 | 114   | 432   | 375   | 43    | 79    | 17      | 5       | 9     | 133   | 38    | 9     | 2        | 0        | --       | 57    | --   | 0     | 49    | --       | .211  | .315     | .355     | .669  |
| 1948년      | 규에이          | 113   | 483   | 429   | 57    | 131   | 14      | 7       | 16    | 207   | 65    | 27    | 9        | 1        | --       | 52    | --   | 1     | 66    | --       | .305  | .382     | .483     | .864  |
| 1949년      | 다이에이        | 129   | 577   | 501   | 112   | 181   | 26      | 8       | 24    | 295   | 92    | 15    | 6        | 0        | --       | 75    | --   | 1     | 45    | --       | .361  | .445     | .589     | 1.034 |
| 1950년      | 쇼치쿠          | 130   | 606   | 516   | 143   | 183   | 28      | 6       | 51    | 376   | 161   | 28    | 8        | 0        | --       | 89    | --   | 1     | 53    | 16       | .355  | .450     | .729     | 1.179 |
| 1951년      | 쇼치쿠          | 97    | 441   | 387   | 68    | 101   | 16      | 4       | 24    | 197   | 85    | 20    | 3        | 0        | --       | 54    | --   | 0     | 43    | 11       | .261  | .351     | .509     | .861  |
| 1952년      | 쇼치쿠          | 119   | 504   | 450   | 57    | 128   | 24      | 0       | 17    | 203   | 49    | 19    | 7        | 0        | --       | 51    | --   | 1     | 44    | 14       | .284  | .359     | .451     | .810  |
| 1953년      | 히로시마        | 130   | 557   | 488   | 80    | 138   | 32      | 2       | 14    | 216   | 74    | 33    | 5        | 0        | --       | 68    | --   | 1     | 57    | 14       | .283  | .372     | .443     | .814  |
| 1954년      | 히로시마        | 121   | 503   | 454   | 67    | 135   | 25      | 3       | 15    | 211   | 72    | 20    | 7        | 0        | 2        | 47    | --   | 0     | 48    | 16       | .297  | .362     | .465     | .827  |
| 1955년      | 히로시마        | 130   | 549   | 494   | 62    | 141   | 17      | 7       | 18    | 226   | 67    | 26    | 7        | 5        | 4        | 46    | 11   | 0     | 68    | 15       | .285  | .344     | .457     | .801  |
| 1956년      | 히로시마        | 122   | 482   | 428   | 48    | 111   | 12      | 0       | 11    | 156   | 43    | 16    | 4        | 3        | 2        | 48    | 5    | 1     | 60    | 4        | .259  | .334     | .364     | .699  |
| 1957년      | 히로시마        | 107   | 422   | 387   | 31    | 99    | 12      | 0       | 8     | 135   | 38    | 7     | 4        | 1        | 5        | 28    | 5    | 1     | 70    | 10       | .256  | .304     | .349     | .653  |
| 1958년      | 히로시마        | 65    | 200   | 174   | 21    | 43    | 4       | 0       | 8     | 71    | 26    | 2     | 2        | 2        | 5        | 19    | 1    | 0     | 29    | 8        | .247  | .313     | .408     | .721  |
| 통산 : 15년 | 통산 : 15년     | 1655  | 6949  | 6141  | 909   | 1717  | 267     | 62      | 230   | 2798  | 923   | 240   | 82       | 17       | 18       | 761   | 22   | 10    | 741   | 108      | .280  | .359     | .456     | .815  |

- 굵은 글씨는 시즌 최고 성적, 붉은색 글씨는 일본 프로 야구 역대 최고 성적.
- 나고야(나고야군)는 1944년 산교(산교군)로, 1946년에 주부니혼(주부니혼군)으로 구단 이름을 변경함.